# Alcuéscar
Alcuéscar és un municipi d'Espanya, a la província de Càceres, comunitat autònoma d'Extremadura. Té una àrea de 108,93 km², amb una població de 2.980 habitants i una densitat de 27,36 hab/km².

## Demografia
| 1991  | 1996  | 2001  | 2004  |
| ----- | ----- | ----- | ----- |
| 3.331 | 3.144 | 2.939 | 3.033 |